# Ceubrek (Tanah Luas)
Ceubrek is een bestuurslaag in het regentschap Aceh Utara van de provincie Atjeh, Indonesië. Ceubrek telt 367 inwoners (volkstelling 2010).